# Оксид ванадия(III)

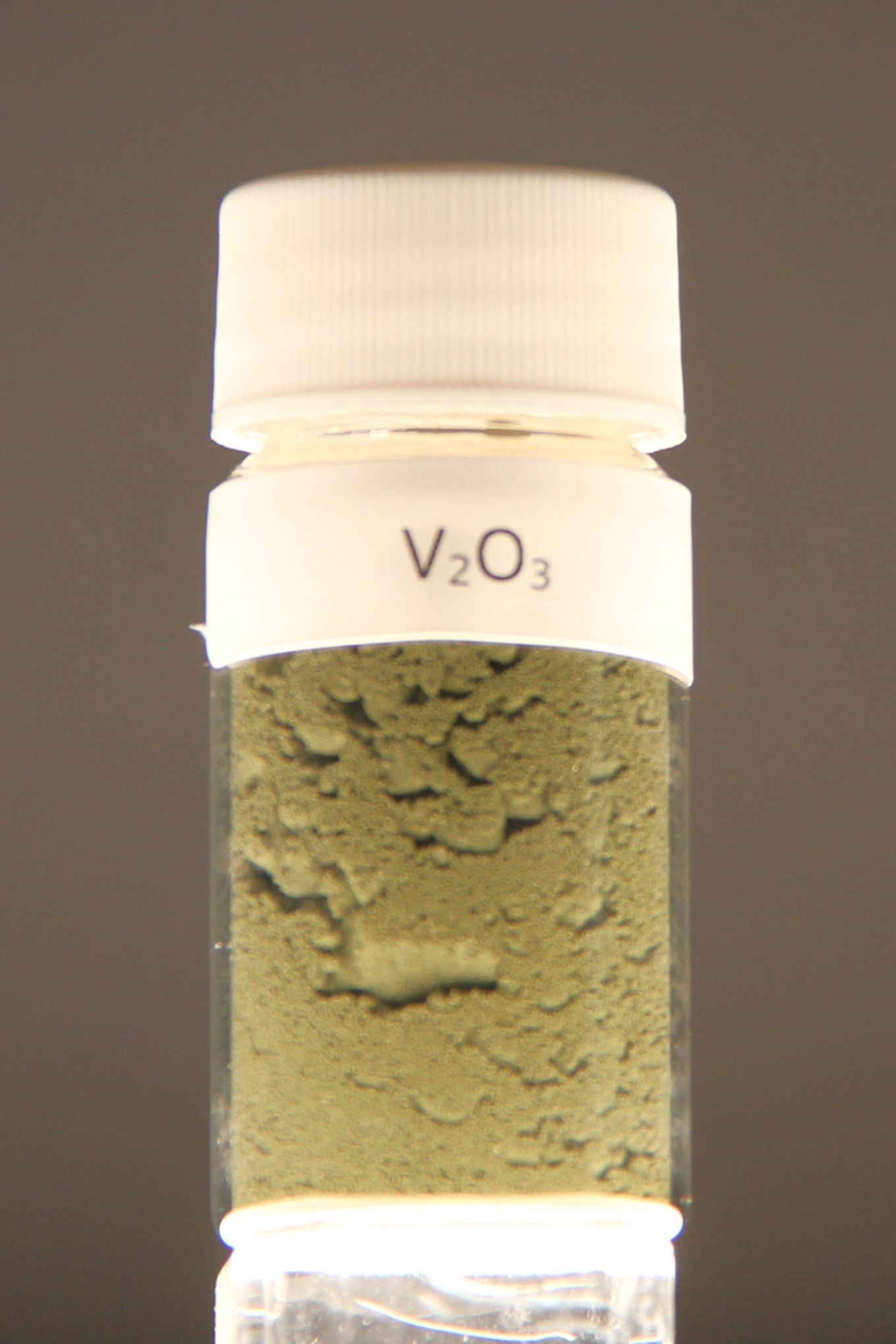
Оксид ванадия(III) в виале

Оксид ванадия(III) (также трехокись ванадия) — соединение кислорода и ванадия, блестящие тёмные кристаллы. Химическая формула — V2O3.

## Физические свойства
Оксид ванадия(III) существует в двух кристаллических модификациях: при 105 °C α-форма превращается в β-форму (ΔH° перехода 1,8 кДж/моль), претерпевая фазовый переход. Антиферромагнетиком является α-форма. Не растворим в воде.

## Химические свойства
Сильный восстановитель.
Термически устойчив, не разлагается при температуре белого каления.
При нагревании на воздухе окисляется до высших оксидов ванадия:
- {\displaystyle {\mathsf {2V_{2}O_{3}+O_{2}\ {\xrightarrow {350^{o}C}}\ 4VO_{2}}}}
- {\displaystyle {\mathsf {V_{2}O_{3}+O_{2}\ {\xrightarrow {500^{o}C}}\ V_{2}O_{5}}}}

Может быть восстановлен до металлического ванадия углеродом либо расплавленным кальцием при повышенной температуре:
- {\displaystyle {\mathsf {V_{2}O_{3}+3C\ {\xrightarrow {1300^{o}C}}\ 2V+3CO}}}
- {\displaystyle {\mathsf {V_{2}O_{3}+3Ca\ {\xrightarrow {900-1350^{o}C}}\ 2V+3CaO}}}

Оксид ванадия(III) проявляет слабую амфотерность с преобладанием осно́вных свойств. Так, он растворяется в кислотах с образованием зелёных растворов солей трёхвалентного ванадия, однако не реагирует с растворами щелочей. До высшей степени окисления оксид ванадия(III) может быть окислен водными растворами хлоратов, иодатов, периодатов в кислой и нейтральных средах.
При нагревании реагирует с оксидами различных металлов, образуя ванадиты(III) и смешанные оксиды:
- {\displaystyle {\mathsf {V_{2}O_{3}+Li_{2}O\ {\xrightarrow {t}}\ 2LiVO_{2}}}}
- {\displaystyle {\mathsf {V_{2}O_{3}+MgO\ {\xrightarrow {t}}\ MgV_{2}O_{4}}}}

## Получение
Получают восстановлением оксида ванадия(V) оксидом углерода(II), водородом, серой и др. при нагревании: 
{\displaystyle {\ce {V2O5 + 2CO ->[t^oC]V2O3 + 2CO2 ^}}}
{\displaystyle {\ce {V2O5 + 2H2 ->[t^oC]V2O3 + 2H2O ^}}}
{\displaystyle {\ce {V2O5 + 2SO2->[t^oC]V2O3 + 2SO3 ^}}}
{\displaystyle {\ce {V2O5 + S ->[t^oC] V2O3 + SO2 ^}}}

## Применение
Оксид ванадия(III) применяют для получения ванадиевых бронз, используемых при изготовлении анодов химических источников тока, катодов электролизных ванн, как катализаторы в органическом синтезе, пигменты для типографских красок, материалы для полупроводниковых диодов и датчиков давления. Применяют как материал для термисторов. Встречается в природе в виде минерала карелианита Архивная копия от 9 января 2018 на Wayback Machine.